# 青森県道112号八幡宮線
青森県道112号八幡宮線（あおもりけんどう112ごう はちまんぐうせん）は、青森県弘前市を通る一般県道である。

## 概要
弘前市八幡町1丁目の弘前八幡宮前から田町を経由し、亀甲町で青森県道31号弘前鯵ケ沢線に接続する。

### 路線データ
- 起点 : 弘前市（八幡宮）[1]
- 終点 : 弘前市（青森県道31号弘前鯵ケ沢線交点）[1]

## 歴史
- 1961年（昭和36年）2月10日 - 県道に認定される[1]。

## 地理

### 交差する道路
- 青森県道31号弘前鯵ケ沢線（終点）

### 沿線にある施設など
- 弘前八幡宮
- 弘前市B&G海洋センター
- 城北公園
- 弘前市立時敏小学校
- 津軽藩ねぷた村
- 弘前公園